# Karl Wilhelm Rosenmund
Karl Wilhelm Rosenmund (Berlino, 15 dicembre 1884 – Kiev, 8 febbraio 1965) è stato un chimico tedesco.
Diresse l'Istituto Farmaceutico di Kiev e volse il suo lavoro allo studio della chimica organica.
A lui dobbiamo la riduzione di Rosenmund, metodo per la preparazione delle aldeidi.